# Alosa becllarga del Transvaal
L'alosa becllarga del Transvaal (Certhilauda semitorquata) és una espècie d'ocell de la família dels alàudids (Alaudidae).

## Hàbitat i distribució
Habita garrigues de l'Àfrica meridional, al centre i sud de Sud-àfrica